# Římskokatolická farnost u kostela Nanebevzetí Panny Marie Příbram II-Svatá Hora
Římskokatolická farnost u kostela Nanebevzetí Panny Marie Příbram II-Svatá Hora je jedno z územních společenství římských katolíků v příbramském vikariátu s farním kostelem Nanebevzetí Panny Marie, Svatá Hora. Farnost spravuje i kostel v Obořišti.

## Kostely farnosti
| Kostel                              | Místo      | Bohoslužba |
| ----------------------------------- | ---------- | --- |
| Nanebevzetí Panny Marie, Svatá Hora | Příbram II | so 06.00 pouze v adventu, s rorátními zpěvy po út st čt pá so 07.00 ne 07.30 po út st čt pá so ne 09.00 ne 11.00 ne 15.30 po út st čt pá so 17.00 |

## Osoby ve farnosti
P. Mgr. David Horáček, CSsR, administrátor